# Bătălia de la Podraga
Bătălia de la Podraga (astăzi Podriga) a avut loc la data de 4 august 1435 între frații Iliaș și Ștefan al II-lea (doi dintre fiii lui Alexandru cel Bun), pretendenți la tronul Moldovei. .